# Rudolf Friml
Rudolf Friml, pokřtěn jako Rudolf Antonín Frymel (2. prosince 1879 Praha – 12. listopadu 1972 Los Angeles), byl americký pianista a hudební skladatel českého původu, je pokládán za jednoho ze zakladatelů amerického hudebního divadla.

## Život
Rudolf Friml pocházel z chudé rodiny, jeho otec František Frymel (1841–??) byl pekařem, matka Marie (1837–??), rozená Křemenáková. Měl dvě starší sestry. Barbora (1874–1877) zemřela předčasně. Zdena (1877–1947) se roku 1908 provdala za Karla Hašlera.
Už v dětství prokázal mimořádné hudební nadání. Jako desetiletému mu byla vydána tiskem první hudební skladba (Barkarola pro klavír). Po získání stipendia začal studovat na pražské konzervatoři kompozici u Antonína Dvořáka. Po jeho absolutoriu doprovázel na klavír houslistu Jana Kubelíka na turné po celé Evropě a v roce 1901 společně vystupovali i v USA. V roce 1906 podnikli turné do USA podruhé. Friml se tehdy v Americe usadil a začal se věnovat komponování. Užíval jméno Charles Rudolf Friml. Po prvních neúspěších a těžkostech následoval v roce 1912 první velký úspěch – opereta The Firefly (Světluška). Poté však následovalo období „jen“ průměrných operet. Až dvacátá léta znamenala vrcholné období jeho kariéry, kdy složil tři své nejvýznamnější a dodnes nestárnoucí operety. V roce 1924 ve spolupráci s básníky Oscarem Hammersteinem a Otto Harbachem napsal svou nejslavnější operetu Rose Marie. O rok později dosáhl velkého úspěchu jeho The Vagabond King (Král tuláků) a v roce 1928 třetí opereta Tři mušketýři. V roce 1937 společně zfilmovali The Firefly (v Československu byla uvedena pod názvem Španělská vyzvědačka), do tohoto snímku složil známou The Donkey Serenade (Oslí serenádu).
Kromě operetní a písňové tvorby psal skladby pro klavír i pro symfonický orchestr. Frimlova hudba, zejména operetní, bývala často používána při promítání němých filmů a později též ve zvukových filmech.
Podle monografie Williama Everetta a dalších věrohodných zdrojů byl počátek hudební dráhy Rudolfa Frimla poněkud odlišný. Sestra Zdena (též Zdenka či Zdeňka, 1877–1947), která se roku 1908 provdala za Karla Hašlera, byla klavírní virtuoskou. Na rozdíl od ní o dva roky mladší Rudolf místo nudných cvičení začal na klavíru brzo improvizovat. Od roku 1895 studoval na Pražské konzervatoři hru na klavír u Josefa Jiránka a Hanuše Trnečka. Podle Frimlových vzpomínek si své znalosti o technice skladby, které získal v podstatě jako samouk, rozšiřoval neformálními konzultacemi u Antonína Dvořáka), který může být i jako tehdejší ředitel konzervatoře v širším slova smyslu považován za Frimlova učitele. Mohl také využít možnosti, že schopným žákům 4.–6. ročníku instrumentálního oddělení konzervatoře bylo dovoleno navštěvovat výklady 1.–3. ročníku skladatelské školy. Podrobněji o tom bude podle sdělení autorky Markéty Hallové pojednáno v její připravované knize Antonín Dvořák a Pražská konzervatoř. Již za studia na konzervatoři byl Friml oceňován jako vynikající klavírista. 1. května 1901 byl vyloučen z konzervatoře pro účinkování na koncertech stávkujícího orchestru Národního divadla, který nadále působil jako samostatná Česká filharmonie. Podrobněji o tom pojednává dopis Jaroslava Jiránka řediteli Pražské konzervatoře Krejčímu z 22. 1. 1904, uložený v archivu Pražské konzervatoře. Friml také na podporu České filharmonie uspořádal komorní koncert.
V letech 1899-1901 byl Friml korepetitorem baletu Národního divadla, jehož choreograf Augustin Berger, který si všiml jeho improvizačního umění, ho podnítil ke kompozici baletní vložky do operety Sydney Jonese Gejša, kterou Friml později přepracoval na jednoaktový balet s názvem Slavnosti chryzantém, uvedený roku 1903 v Drážďanech (Hájek, Ladislav: Paměti Augustina Bergra, Praha 1943, s. 199). Již ve zmíněném roce 1901 poprvé vyšly Frimlovy dodnes vysoce ceněné Písně Závišovy, napsané jako vyznání lásky dívce, které však její otec nedovolil stát se jeho manželkou. Tyto písně se staly ihned velmi populárními. Do roku 1905 vyšly v nakladatelství F. A. Urbánka ve třech a do roku 1941 ve třinácti vydáních.
Se svým bývalým spolužákem houslistou Janem Kubelíkem (1880–1940, konzervatoř absolvoval roku 1898) na přelomu let 1901 a 1902 Friml absolvoval čtyřměsíční turné po Spojených státech amerických jako náhradník za jeho tehdejšího stálého doprovazeče Ludvíka Schwaba, který byl v té době nemocen. Mnohde uváděná tvrzení o spoluúčinkování R. Frimla na předchozích ani na pozdějších Kubelíkových turné podle literatury o Janu Kubelíkovi nesouhlasí se skutečností. V roce 1904 se Friml vypravil do USA samostatně, přičemž peníze na cestu získal za vydání Písní Závišových s německým překladem Emmy Destinnové u amerického nakladatele Schirmera a kromě sólových vystoupení zahrál s velkým úspěchem vlastní klavírní koncert za doprovodu Newyorské filharmonie. V roce 1906 odcestoval do USA potřetí a strávil zde zbytek svého života.

## Tvorba

### Hudebně dramatická díla
- The Firefly (Světluška), (1912)
- High Jinks (1913)
- Katinka (1915)
- The Peasant Girl (1915) – spoluautor
- Kitty Darlin' (1917)
- Sometime (1918)
- Glorianna (1918)
- Tumble In (1919)
- June Love (1921)
- Ziegfeld Follies of 1921 – spoluautor
- Cinders (1923)
- Ziegfeld Follies of 1923 – spoluautor
- Rose-Marie (1924)
- The Vagabond King Král tuláků, (1925)
- Ziegfeld's Revue „No Foolin'“ (1926)
- The Wild Rose (1926)
- White Eagle, Bílý orel (1927)
- The Three Musketeers (1928)
- Luana (1930)
- Music Hath Charms (1934)

### Písně
- Písně Závišovy, cyklus písní, slova Jan Červenka, op. 1
- Nové písně Závišovy, cyklus písní, slova Jan Červenka, op. 14
- Na struně lásky, cyklus písní, slova Karel Hašler, op.19
- Indiánská píseň lásky, z operety Rose Marie
- Ó Rose Marie, z operety Rose Marie

### Klavírní skladby
- Bohenian Dance, op. 29
- California Suite, op. 57
- Bohemian Suite op. 60
- Russian Suite, op. 83

### Orchestrální skladby
- Koncert pro klavír a orchestr (1904)
- Happy Day in Prater (1959)
- Czech Rhapsody (1962)
- Slavonic Rhapsody (1962)
- The Bells of Rome (1963)
- Round the World Symphony